# Nicholas Kulish
Nicholas Kulish (geboren 1975 in Washington, D.C.) ist ein US-amerikanischer Journalist.   

## Leben
Nicholas Kulish studierte an der Columbia University. Er begann den Journalismusberuf beim Wall Street Journal und berichtete 2003 als Reporter von der amerikanischen Irak-Invasion; er schrieb darüber auch einen satirischen Roman. Von 2007 bis 2013 leitete er das Berliner Büro der New York Times (NYT). Mit Souad Mekhennet schrieb er ein Buch über den KZ-Arzt Aribert Heim und dessen Versteck in Ägypten. Dort wurden beide 2011 vom ägyptischen Geheimdienst für einen Tag inhaftiert. 2013 und 2014 berichtete er für die NYT aus Ostafrika. Seither arbeitet er als Korrespondent der New York Times in New York City.

## Schriften (Auswahl)
- Last one in. Roman. New York : HarperPerennial, 2007
- mit Souad Mekhennet: The eternal Nazi : from Mauthausen to Cairo, the relentless pursuit of SS doctor Aribert Heim. New York, Doubleday, 2014
  - Dr. Tod – Die lange Jagd nach dem meistgesuchten NS-Verbrecher. C.H. Beck, München 2015, ISBN 978-3-406-67261-3
- Daniel E. Atha; Kate Fowle; Nicholas Kulish; Hanan al-Shaykh; Aliza Waters: Taryn Simon: Paperwork. Ostfildern, Hatje Cantz, 2016